# Parafia św. Józefa Rzemieślnika w Trzemżalu
Parafia Świętego Jóżefa Rzemieślnika w Trzemżalu jest jedną z 12 parafii leżącą w granicach dekanatu trzemeszeńskiego. Erygowana w 1980 roku.

## Dokumenty
Księgi metrykalne: 
- ochrzczonych od 1980 roku
- małżeństw od 1980 roku
- zmarłych od 1980 roku